# Lawon (Tel Awiw)
Lawon (hebr. מגדל לבון) – wieżowiec w osiedlu Park Cammeret we wschodniej części miasta Tel Awiw, w Izraelu.

## Historia
We wrześniu 2002 zatwierdzono plan budowy nowoczesnego osiedla Park Cammeret, w skład którego miało wejść 12 mieszkalnych drapaczy chmur. Kompleks mieszkalny był wzorowany na podobnych projektach realizowanych w Londynie i Paryżu. Budowa wieżowców rozpoczęła się w 2005.

## Dane techniczne
Budynek liczy 30 kondygnacji i wysokość 101 metrów.
Wieżowiec jest budowany w stylu modernistycznym. Jest wznoszony z betonu.